# 진위 김씨
진위 김씨(振威金氏)는 경기도 평택시 진위면을 본관으로 하는 한국의 성씨이다.
시조 김승경(金昇景)은  조선에서 과의교위행대호군(果毅校尉行大護軍)을 지냈다.

## 참고 자료
- “진위김씨(振威金氏)”. 뿌리를 찾아서.[깨진 링크(과거 내용 찾기)]